# Vlado Kreslin
Vlado Kreslin, slovenski kantavtor in folk rock glasbenik, * 29. november 1953, Beltinci.

## Življenjepis
Glasbeno kariero je začel leta 1970 kot bobnar v bandu Apollo. Kot pevec je nastopal s skupinami Špirit group (Murska Sobota, 1973), Zodiac, Izvir, Horizont (Ljubljana) (1975–1978), Sanje in Avantura (Ljubljana) 1979. Leta 1980 je zmagal na slovenski popevki s skladbo Dan neskončnih sanj. Leta 1983 se je priključil skupini Martin Krpan. Z njimi je posnel albuma Od višine se zvrti 1986 ter Bogovi in ovce 1988. Nastopali so kot predskupina Roryja Gallagherja, R.E.M, Michaela Chapmana in Boba Dylana. Leta 1991 je skupina prenehala delovati.
Kreslin je vzporedno ustvarjal avtorsko glasbo, večinoma z soavtorjem in kitaristom Mirom Tomassinijem. iz tega obdobja izhaja eden njegovih najbolj prepoznavnih hitov Tista črna kitara.
Leta 1991 se je pričel glasbeno družiti s starejšimi godci iz rojstnih Beltincev - Beltinško bando. Posvetil se je ljudski glasbi in povzročil pravi preporod slovenske etno glasbe. Približal jo je mlajšim generacijam, demarginaliziral in rehabilitiral je prekmursko narečje. Z bandom Mali bogovi in Beltinško bando je pričel združevati včeraj in danes, lokalno in globalno. V Beltinški bandi delujeta sedaj že druga in tretja generacija ljudskih muzikantov. Najstarejši je Kreslinov oče, Milan Kreslin (rojen 1928).
Kreslin pogosto sodeluje z drugimi glasbeniki, iz Slovenije (Siddharta, Gal in Severa Gjurin) in tujine (Allan Taylor, Andy Irvine,The Walkabouts, Rade Šerbedžija, Parni valjak, Hans Theessink, Vlatko Stefanovski, Chris Eckman, Damir Imamović, Dubliners, Antonella Ruggiero, Barcelona Klezmer and Gipsy Orchestra, Ferus Mustafov, Freres Guisse).
Izdal je šestindvajset albumov z avtorsko glasbo, več pesniških zbirk, nastopal v filmih in gledališču kot igralec in avtor glasbe. Številne njegove pesmi so ponarodele, nekatere so postale navdih za romane, celovečerne filme in diplomske naloge. 
Leta 2009 je na gostovanju na Univerzi Yale prejel častni naziv Quincey Porter Fellow. Novembra 2018 je bil premierno predstavljen biografski dokumentarec Poj mi pesem, ki ga je režiral Miran Zupanič. Istega leta je na Festivalu šansona v Šibeniku prejel prvo nagrado. Leta 2020 je prejel Ježkovo nagrado, leta 2021 pa Zlato piščal za življenjsko delo. Junija 2022 je prejel Red za zasluge za izjemen ustvarjalni prispevek k slovenski glasbeni umetnosti, predsednika republike Slovenije.

### Zasebno
Je član Društva slovenskih pisateljev. Živi v Ljubljani z ženo in tremi otroki.

## Diskografija

### Albumi
- Vlado Kreslin, kaseta (ZKP RTV Ljubljana, 1985)
- Od višine se zvrti -  Martin Krpan, LP (ZKP RTV Ljubljana,1986)
- Bogovi in ovce, Martin Krpan, LP (ZKP RTV Ljubljana,1988)
- Namesto koga roža cveti - Vlado Kreslin CD (ZKP RTV Ljubljana, 1991)
- Spominčice - Vlado Kreslin in Beltinška banda CD Bistrica,1992)
- Najlepša leta našega življenja - Vlado Kreslin in Beltinška banda CD (Bistrica, 1993)
- Nekega jutra, ko se zdani - Vlado Kreslin in Mali bogovi CD (Bistrica,1994)
- Pikapolonica - Vlado Kreslin, Mali bogovi in Beltinška banda CD (Čarna, 1996)
- Muzika - Vlado Kreslin CD (Čarna,1998)
- Ptič - Vlado Kreslin CD  (Založba Kreslin, 2000)
- Kreslinčice - Vlado Kreslin 2 CD (Založba Kreslin, 2002)
- Woyzeck - Vlado Kreslin in igralci SNG DRama Ljubljana CD (Drama SNG, 2002)
- Generacija - Vlado Kreslin CD  (Založba Kreslin, 2003)
- Koncert - CD in 2 DVD (Založba Kreslin, 2005)
- Cesta - Vlado Kreslin CD (Založba Kreslin, 2007)
- Cesta - Vlado Kreslin razširjena izdaja, CD(Založba Kreslin, 2009)
- Drevored - Vlado Kreslin CD (Založba Kreslin, 2010)
- Cankarjev dom LIVE  -  Vlado Kreslin 1992-2011, posnetki s koncertov v Cankarjevem domu, CD, (Založba Kreslin, 2011)
- Čarobnice - Vlado Kreslin 3 CD (Založba Kreslin, 2013)
- Umjesto koga roža cveti - Vlado Kreslin CD (Dallas, 2013)
- Če bi midva se kdaj srečala - Vlado Kreslin CD, (Založba Kreslin, 2015)
- Balkan Reunion - Barcelona Gipsy & Klezmer Orchestra & Vlado Kreslin CD (Diggers Music, Barcelona, 2016)
- Never Lose Your Soul - Guisse - Kreslin - Leonardi CD (Intek, 2017
- Greatest HIts - Vlado Kreslin 2 CD (Croatia Records, 2019)
- Kreslinovanje - Vlado Kreslin LIVE 2 CD  (ZKP RTV SLO, 2019)
- Kreslinovanje -  Vlado Kreslin LIVE 2 LP (ZKP RTV SLo, 2019)
- Kaj naj ti prinesem, draga - Vlado Kreslin CD (Založba Kreslin, 2019)
- Namesto koga roža cveti  LP (ZKP RTV, 2021)

Živo - Vlado Kreslin in Teo Collori & Momento Cigano CD (Založba Kreslin, 2022)
Kje si b'la doslej CD (Založba Kreslin, 2023)
Križanke 2023 - Koncert, CD (Založba Kreslin, 2024)
Izštekanih 10 Poklon Vladu Kreslinu, dvojni LP (ZKP RTV, 2024) 

## Knjige
- 1991 - Namesto koga roža cveti / Sonček je in ti si skuštrana - Vlado Kreslin in Zoran Predin (Lokvanj in Založba M&M)
- 1999 - Besedila pesmi - Vlado Kreslin, besedila s prevodi v nemški, italijanski in angleški jezik ter kratek jezikovni vodič (Založba Drava, Celovec in Založba Čarna, Ljubljana)
- 1999 - Pesmarica - 38 notnih zapisov in besedil, esejev  (Založba Kreslin)
- 2003 - Vriskanje in jok - pesniška zbirka (Založba GOGA)
- 2006 - Venci - Povest o Beltinški bandi, pesniška zbirka in DVD (Založba Kreslin)
- 2009 - Pojezije - pesniška zbirka (Založba Kreslin)
- 2010 - Umijesto koga ruža cvijeta (prevod A.Burić, založba Šahinpahić, Sarajevo)
- 2010 - Prije nego otvoriš oči (prevod G.Filipi, založba Dominović, Zagreb)
- 2012 - Instead of Whom Does the Flower Bloom - The Poems of Vlado Kreslin (prevod Urška Charney, založba Guernica Editions Inc.)
- 2018 - Zakartana ura (Beletrina)
- 2019 - Prokockani sat (prevod Marina Vujčić, Ivan Sršen, Sandorf Zagreb)

## Film
- Ljubezni Blanke Kolak (B.Jurjaševič), glasba, 1986
- Čisto pravi gusar (A.Tomašič), glasba, 1986
- Korak čez (Igor Šmid), glasba Martin Krpan, 1988
- Nekdo drug, vloga, 1989
- Halgato (A.Mlakar) vloga in glasba, 1994
- Poredušov Janoš (A.Tomašič), glasba, 1998
- Traktor, ljubezen in rock'n'rol ( B.Djurić), vloga, 2006
- Poj mi pesem (M.Zupanič), biografski dokumentarec, 2018

## TV serije
- Geniji ali genijalci (Babič, Vozny), glasba, 1985

## Gledališče
- Rocky Horror Picture show, kot Riff Raff, Drama SNG Maribor,1988
- Jermanovo seme, v vlogi samega sebe, Drama SNG Maribor, 1993
- Faust TV, kot Faust, Drama SNG Maribor,1996
- Woyzeck, glasba, DRama SNG Ljubljana, 2002
- Three Other Sisters, vloga in glasba, Theatre Gigante, Milwaukee,2010